# Chester Kamen
Chester Kamen (* Londýn) je britský studiový kytarista.
Jeho první profesionální skupina nesla jméno Numbers. S její zpěvačkou Ouidou poté vytvořil duo, kterého si všiml Bryan Ferry, jenž jim produkoval singl „Pick Up In a Nightclub“. Posléze hrál na Ferryho albech Boys and Girls (1985), Bête Noire (1987) a Mamouna (1994), doprovázel ho i na vystoupení v rámci Live Aid v roce 1985 a působil jako kytarista na turné k albům Bête Noire a Mamouna. Ve studiu spolupracoval i s dalšími hudebníky, jako jsou např. Paul McCartney, Bob Geldof, Madonna, Robbie Williams, Seal, Massive Attack, Kirsty MacColl a Gabrielle. Na začátku 90. let 20. století působil ve skupině Wildlife, se kterou vydal roku 1990 eponymní album.
V roce 2002 hrál na turné In the Flesh Rogera Waterse, roku 2008 na Watersově turné The Dark Side of the Moon Live a v roce 2016 na turné Rattle That Lock Tour Davida Gilmoura.
Jeho bratry jsou výtvarník a stylista Barry Kamen a model a zpěvák Nick Kamen.